# Złocień polny

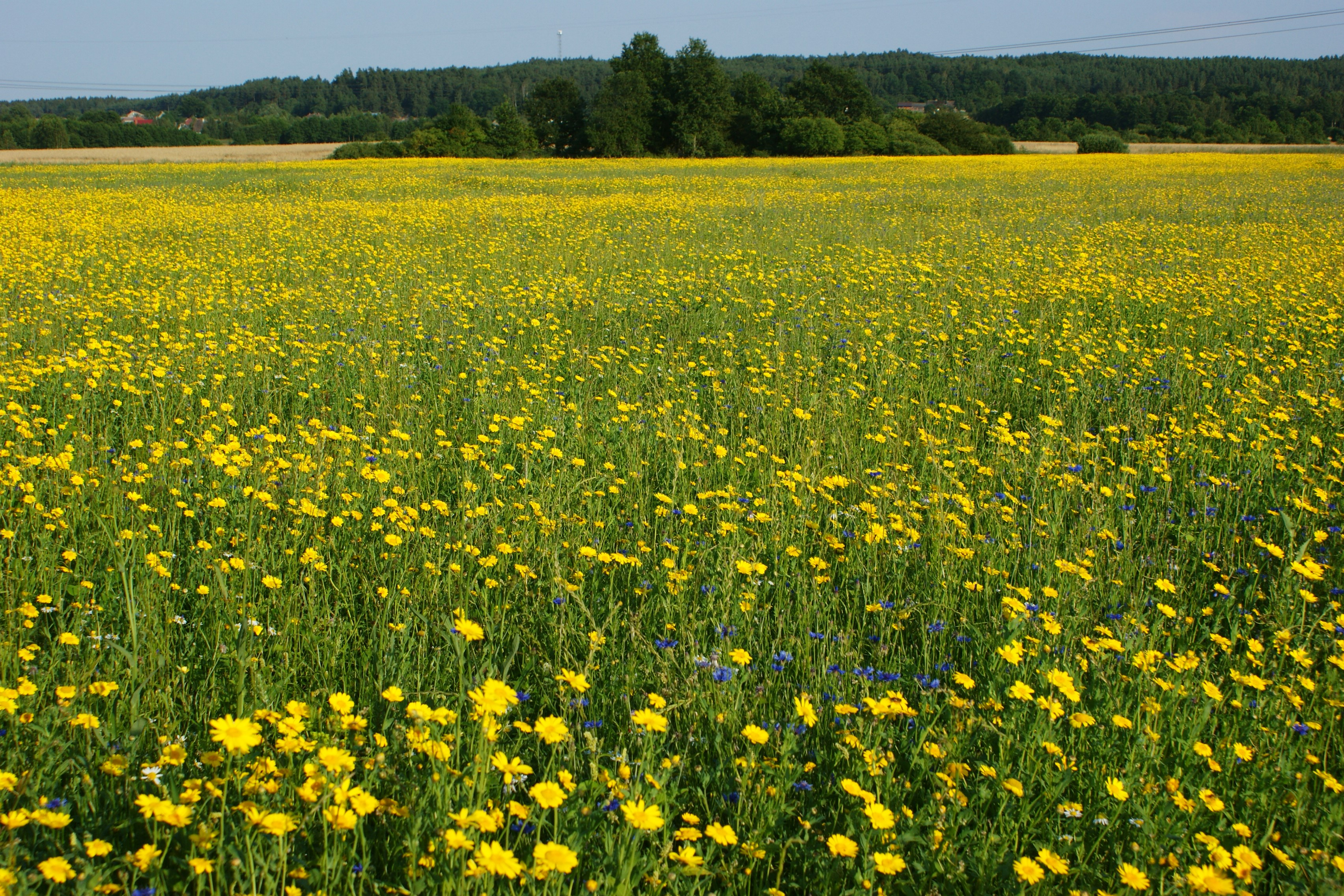
Masowe występowanie złocienia polnego pod Koszalinem

Złocień polny (Glebionis segetum (L.) Fourr.) – gatunek rośliny z rodziny astrowatych. Jako gatunek rodzimy występuje w basenie Morza Śródziemnego – w południowej Europie, północnej Afryce oraz w Azji Mniejszej i na Bliskim Wschodzie. Został rozprzestrzeniony niemal w całej Europie, we wschodniej i zachodniej Ameryce Północnej, w Kolumbii, w południowej i wschodniej Afryce, w Australii, nowej Zelandii i na Jawie. W Polsce ma status archeofitu. Jest gatunkiem niezbyt częstym; rośnie głównie w północnej oraz południowo-zachodniej części kraju, zaliczany jest do gatunków ustępujących. 
Liście tego gatunku są jadalne, stanowią dodatek do sałatek w Grecji i w Chinach. Poza tym roślina uprawiana jest jako ozdobna.

## Morfologia
PokrójRoślina zielna, naga lub prawie naga, niebieskawozielona, z korzeniem cienkim i wrzecionowatym.
ŁodygaWyprostowana, nierozgałęziona lub gałęzista, do 60 cm wysokości.
LiścieGęsto rozmieszczone wzdłuż łodygi, podługowate lub odwrotnie jajowato podługowate, obejmujące nasadą łodygę. Liście niższe pierzasto wcinane, z ostro zakończonymi łatkami, wyższe – wcinano ząbkowane do całobrzegich. Niższe liście są też większe – osiągają do 8 cm długości, najwyższe mają do 1,5 cm długości i 0,5 cm szerokości.
KwiatyZłocistożółte, zebrane w koszyczki o średnicy 2–4 cm powstające pojedynczo lub zebrane po kilka na końcach rozgałęzień pędu. Okrywa jest półkulista, o średnicy 1–1,3 cm i wysokości do ok. 0,7 cm. Listki okrywy są jajowate, szeroko, błoniasto obrzeżone. Zewnętrzne osiągają do 9 mm długości, wewnętrzne do 6 mm. Kwiaty języczkowate są podługowate, na szczycie całobrzegie, wycięte lub ząbkowane (z 3–6 ząbkami). Języczek osiąga od 5 do 15 mm długości i od 3 do 6 mm szerokości. Rzadko bywa, że kwiatów języczkowatych brak. Kwiaty rurkowate wewnątrz koszyczka mają do 4,5 mm długości.
OwocePozbawione puchu kielichowego, dziesięciożeberkowe niełupki o długości 2,5–3,5 mm. Brzeżne niełupki oskrzydlone, środkowe – bez skrzydełek.

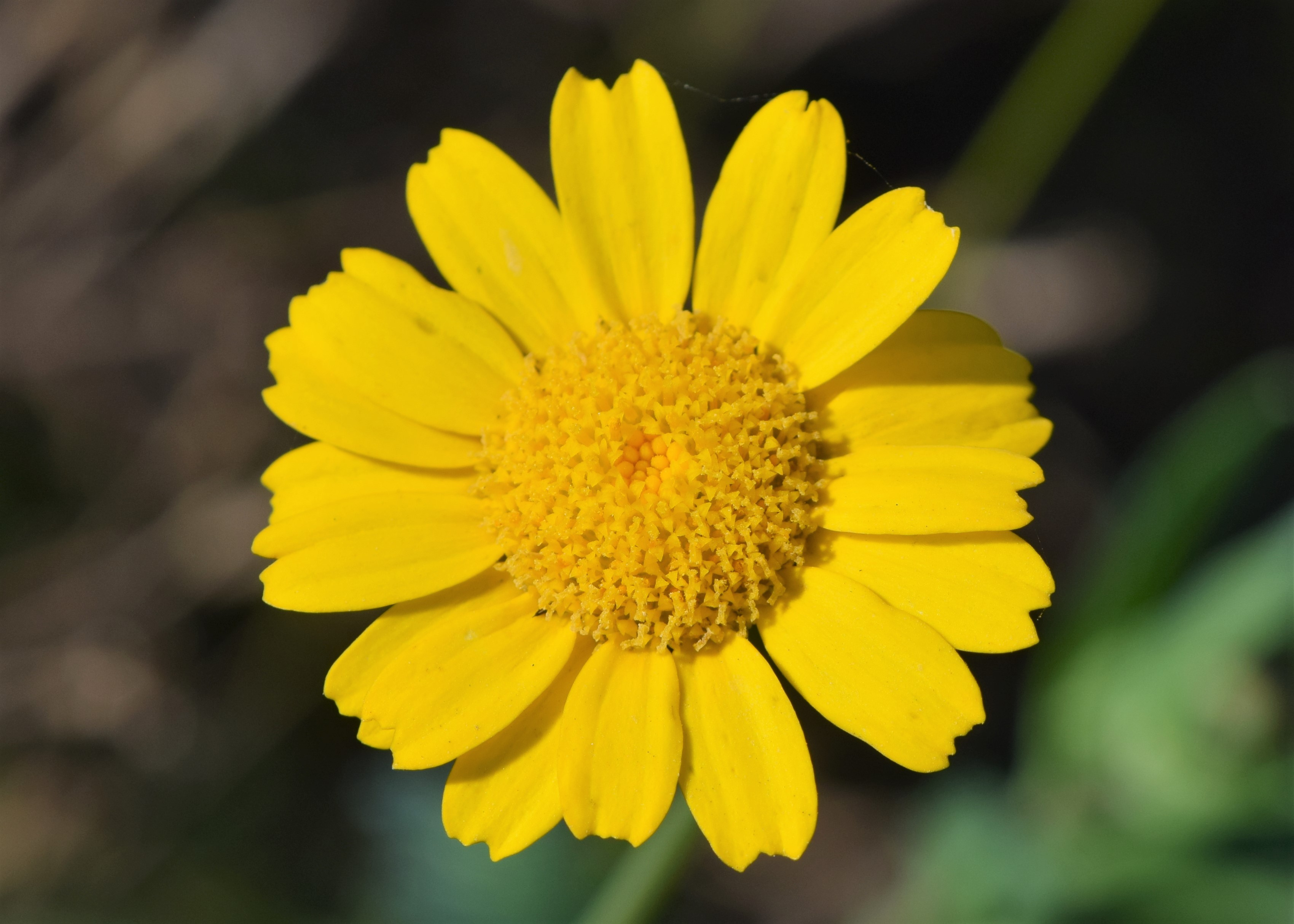
Kwiatostan
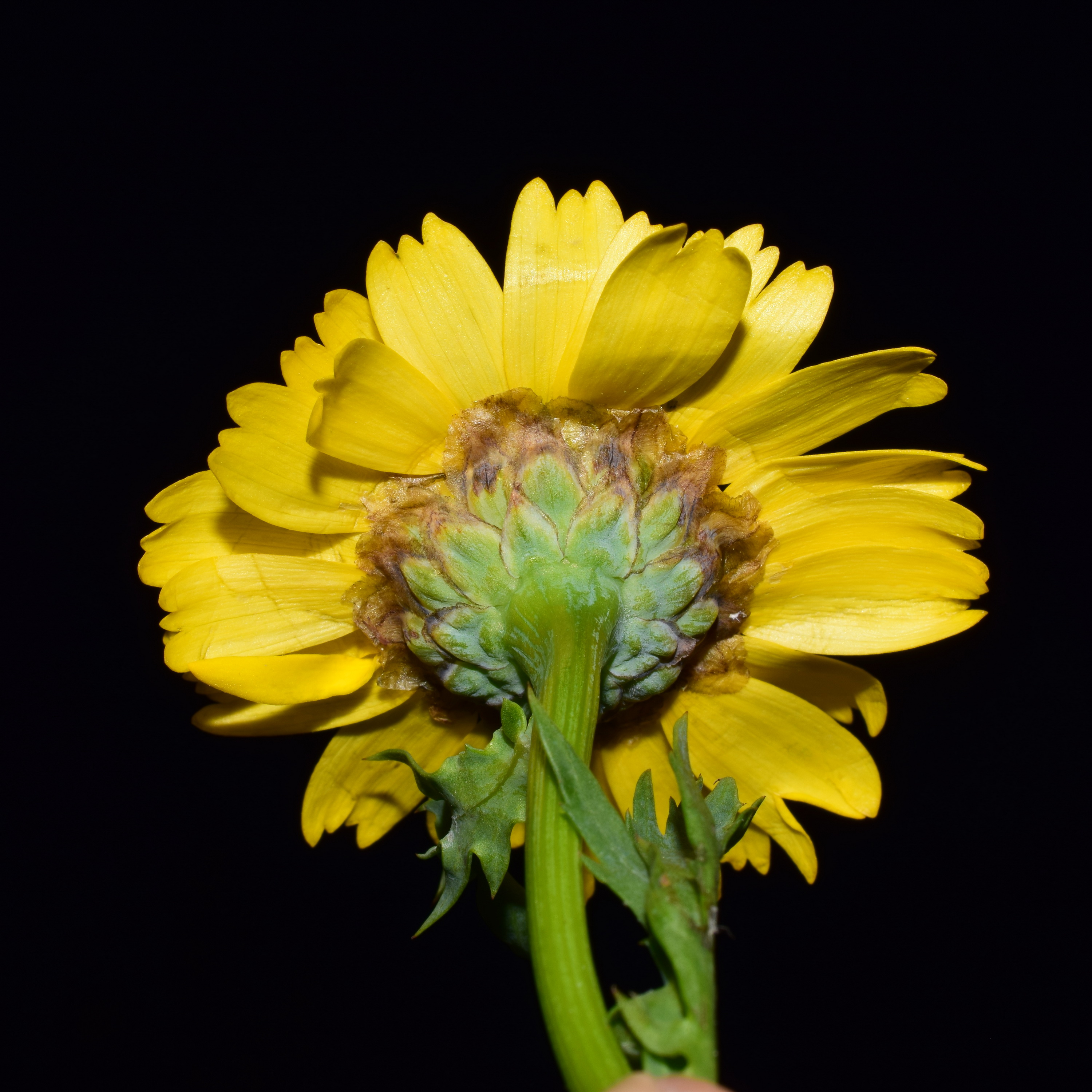
Okrywa koszyczka
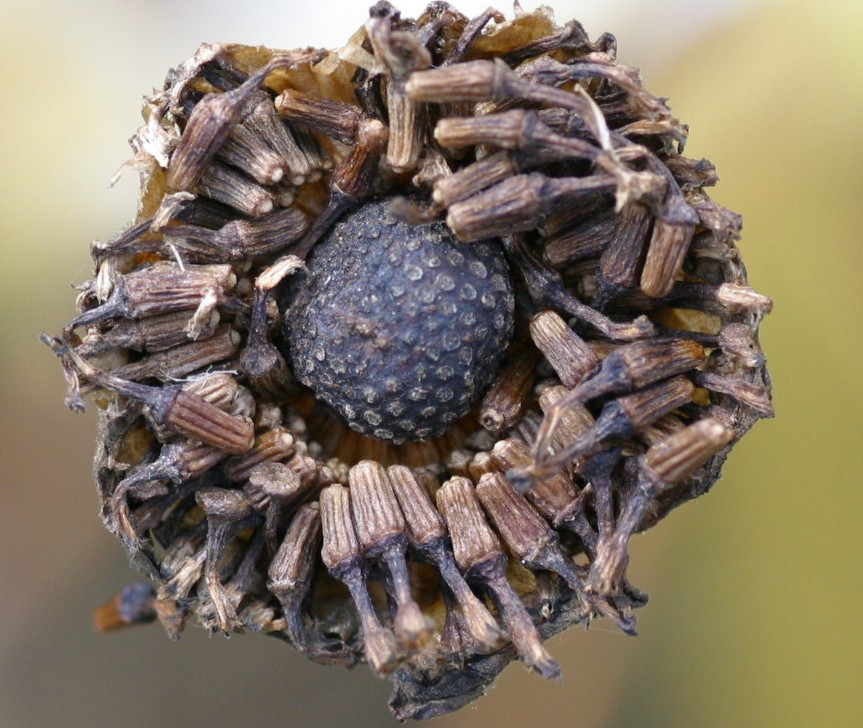
Owoce
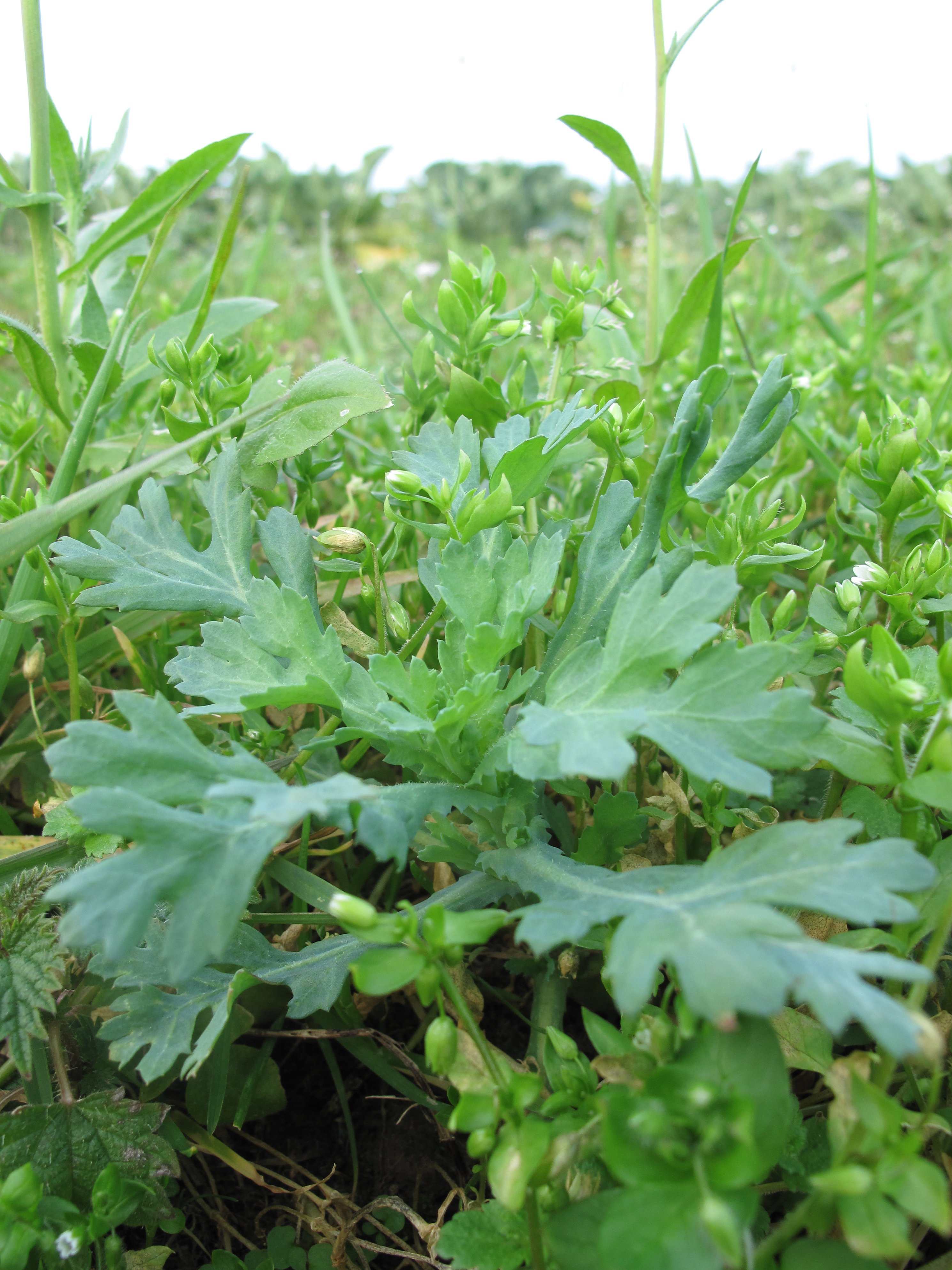
Liście

## Biologia i ekologia
Roślina jednoroczna. Kwitnie od czerwca do sierpnia, czasem do października. Roślina segetalna występująca zwłaszcza w uprawach roślin jarych. Rośnie na polach w uprawach zbóż i okopowych, na terenach kolejowych, przydrożach i innych siedliskach ruderalnych. Liczba chromosomów 2n = 18. Gatunek charakterystyczny upraw okopowych z zespołu Spergulo-Chrysanthemetum.

## Zagrożenia i ochrona
Roślina umieszczona na polskiej czerwonej liście w kategorii NT (bliski zagrożenia).

## Zwalczanie
W przypadku masowego występowania bywa uznawany za uciążliwy chwast upraw. W celu jego zwalczania zaleca się: czyszczenie materiału siewnego, wapnowanie pól zakwaszonych i stosowanie środków chemicznych.